# St. Arnaud
St. Arnaud – miasto w Nowej Zelandii, na Wyspie Południowej, w regionie Tasman.